# Trifolium polyphyllum
Trifolium polyphyllum là một loài thực vật có hoa trong họ Đậu. Loài này được (C.A.Mey.) Latsch. miêu tả khoa học đầu tiên.